# Alberto González
Alberto González dit Gonzalito (né en 1922 au Paraguay et mort à une date inconnue) était un joueur de football international paraguayen, qui évoluait en tant que défenseur.

## Carrière

### Club
Il passe une partie de sa carrière de joueur dans l'équipe paraguayenne de la capitale de l'Olimpia Asunción.

### International
En sélection du Paraguay, il fait partie de l'effectif emmené par Manuel Fleitas Solich qui participe à la coupe du monde 1950 au Brésil, où les Paraguayens ne franchissent pas le premier tour.
Alberto González est également finaliste de la Copa América 1949.